# Aleksander Ivanovič Gercen
Aleksander Ivanovič Gercen (rusko Алекса́ндр Ива́нович Ге́рцен), ruski revolucionarni novinar, pisatelj, učitelj, filozof, * 6. april (25. marec, ruski koledar) 1812, Moskva, Ruski imperij, † 21. januar (9. januar) 1870, Pariz, Francija.
Pripadal je skrajni levici politikov in kritikov monarhičnega sistema v Rusiji, zagovarjal je socialistične preobrazbe, ki jih je predlagal doseči z revolucionarnimi vstajami.
Literarni vzdevek je bil Iskender.

## Življenje
Rodil se je 25. marca (po današnjem koledarju 6. aprila) 1812 v Moskvi v družini plemiškega moskovskega zemljiškega gospoda I. A. Jakovljeva in Nemke Louise Haag. Poroka staršev ni bila uradno registrirana, zato je nezakonski otrok veljal za gojenca njegovega očeta. To pojasnjuje tudi njegov izmišljeni priimek – iz nemške besede Herz (srce).
Leta 1829 se je Gercen vpisal na Moskovsko univerzo na Fakulteto za fiziko in matematiko. Tu se je prvič srečal z Ogarevim in Ketcherjem. Mladi so preživeli veliko časa v razpravah o pomembnih družbenih vprašanjih. Kot rezultat tega so se odločili, da bodo ustvarili skupino, ki bi vključevala nekatere progresivno misleče študente. V tem obdobju je Gercen začel pisati svoje prve družbenopolitične članke. Avtor se je izkazal ne le kot nadarjen filozof, ampak tudi kot odličen pisatelj. Najprej je v novinarstvo uvedel pripovedovanje zgodb na živahen način. Po diplomi na univerzi je Gercen dobil službo v moskovski gradbeniški skupini Kremlja. Delo je pisatelju pustilo dovolj prostega časa za ustvarjalno delo. V tem obdobju se je Gercen odločil za ustanovitev lastne revije, vendar je julija 1834 zaradi žalitve kraljeve družine dobil prepoved pisanja revij. Preiskovalna komisija mu ni mogla dokazati neposredne krivde, vendar je vseeno ugotovila, da so njegove ideje nezakonite.
Leta 1835 so Gercena poslali v izgnanstvo – najprej v Perm, nato v Vjatko. Leta 1837 je V.A. Žukovski obiskal Vjatko in pri oblasteh dosegel, da se je Gercen lahko prestajal kazen v Vladimirju. Iz Vladimirja je pisatelj na skrivaj od vseh odšel v Moskvo k svoji ljubici Nataliji Aleksandrovni Zaharini. Kmalu sta se poročila.
Julija 1839 so pisatelja izpustili iz aretacije. Gercen je dobil priložnost, da pride v Moskvo in Peterburg, kjer je kmalu spoznal Belinskega. Po drugem pismu, v katerem je nasprotoval vladi, je bil Gercen poslan v Novgorod brez pravice vstopa v prestolnico. Šele julija 1842 je pisatelj dobil priložnost se vrniti v Moskvo. Nato je začel pisati vrsto člankov Diletantizem v znanosti.
Leta 1847 je Gercen napisal roman Kdo je kriv?, pa tudi deli Zdravnik Krupov in Sraka roparka. V svojih delih je kazal rusko suženjstvo. Vsa dela so kritiki zelo dobro ocenili.
Leta 1847 sta Gercen in njegova družina zapustila Rusijo in se odpravila na potovanje po Evropi, ki je trajalo več let. Gercen je svoje vtise odražal v svojih filozofskih pismih.
Obdobje 1850–1852 se je izkazalo za težko v pisateljevem življenju – Gercen se dolgo ni mogel sprijazniti s smrtjo svoje matere, žene in najmlajšega sina. Preselil se je v London. Skupaj z Ogarevim sta urejala in izdajala almanah Polarna zvezda in časopis Kolokol. Pozneje so te publikacije imele velik vpliv na revolucionarno gibanje v Rusiji. V tem obdobju je napisal tudi knjigo Preteklost in misli. V prvih petih poglavjih avtor opisuje svoje življenje od otroštva do obdobja 1850–1852. Šesto poglavje je v celoti namenjen Angliji. Sedmo in osmo poglavje pripovedujeta o avtorjevem življenju v 1860-ih.
Na začetku naj bi Gercen knjigo posvetil izključno dogodkom iz svojega osebnega življenja. Toda pozneje se je odločil za razširitev vsebine. Knjigo Preteklost in misli je Gercen pisal približno petnajst let.
Leta 1865 je pisatelj zapustil London in se odpravil na potovanje po Evropi. Gercen se je v tem času oddaljil od revolucionarjev, zlasti od ruskih radikalov.
Gercen je umrl 9. januarja 1870 v Parizu. Pokopan je na pokopališču Père-Lachaise.

## Filozofija
Kot veliko ruskih zahodnjaških radikalov je tudi Gercen bil naklonjen hegelijanstvu. V Gercenovi seriji člankov Diletantinizem v znanosti je mogoče jasno zaslediti vpliv Hegla. Kljub temu je Gercen kritiziral abstraktni idealizem v filozofiji in znanosti. Idealizem je obsojal zaradi njegove izoliranosti od resničnega življenja, zaradi pretiranega čustvovanja. Kot je filozof verjel, naj bi prihodnji razvoj človeštva vodil do »odstranjevanja« antagonističnih nasprotij v družbi, oblikovanja filozofskih in znanstvenih spoznanj, ki bodo neločljivo povezana z resničnostjo. Poleg tega bo rezultat razvoja zlitje duha in materije. Gercen je dejal, da se mora v procesu zgodovinskega spoznavanja resničnosti pojaviti univerzalni um, ki bo brez osebnosti posameznika. Te ideje so se nadaljevale v Pismih o preučevanju narave, ki jih je leta 1846 napisal Gercen.
V kritiziranju idealizma je Gercen videl iluzijo v ideji čiste biti. Mislec je naravo obravnaval kot nekaj večno živega. V svojih razmišljanjih v poznejšem obdobju se je pisatelj prepustil bolj pesimističnim občutkom.
Kot je povedal Gercen, ga je razočaranje nad evropskim napredkom pripeljalo "do roba moralne smrti", od katerega je pisatelja rešilo neomejeno zaupanje v svojo državo. Gercen je iskreno verjel, da je vzpostavitev socialističnih odnosov v Rusiji mogoča. Še več, filozof je večkrat dvomil v revolucionarne poti. Leta 1869 je Gercen o tem pisal v svojem članku Za starega tovariša. Gercen je povezal možnost za razvoj socializma s kmečko skupnostjo.

## Dela
- Preteklost in misli (Былое и думы); 1852–1868
- Kdo je kriv? (Кто виноват?); 1846
- Mimogrede (Мимоездом); 1846
- Zdravnik Krupov (Доктор Крупов); 1847
- Sraka roparka (Сорока-воровка); 1848
- Poškodovan (Повреждённый); 1851
- Zaredi dolgočasja (Скуки ради); 1869